# Produce X 101
Produce X 101 (tiếng Hàn: 프로듀스 X 101) hay còn được biết đến bằng tên gọi không chính thức Produce 101 Mùa 4 là một chương trình thực tế sống còn được phát sóng trên kênh Mnet trong năm 2019. Chương trình là một dự án quy mô lớn nơi các "Nhà sản xuất quốc dân" (khán thính giả) sẽ "sản xuất" ra một nhóm nhạc nam tạm thời bằng cách bình chọn cho các thực tập sinh mà mình yêu thích trong số 101 thực tập sinh đến từ nhiều công ty giải trí khác nhau lẫn các thực tập sinh tự do. Công chúng cũng sẽ được bầu chọn phong cách và tên nhóm.
Produce X 101 được phát sóng vào tối thứ sáu hàng tuần lúc 23:00 (KST) bắt đầu từ ngày 3 tháng 5 năm 2019. Tập chung kết được phát sóng trực tiếp vào lúc 20:00 (KST) ngày 19 tháng 7 năm 2019. Nhóm nhạc chung cuộc bước ra từ chương trình là X1. Nhưng sau 5 tháng hoạt động, X1 tan rã do sự bất đồng giữa các công ty quản lý.

## Trước khi phát sóng và quảng bá
- Vào ngày 14 tháng 12, Mnet tung ra đoạn teaser đầu tiên của chương trình sau khi kết thúc Mnet Asian Music Awards 2018 tại Hồng Kông.
- Ngày 28 tháng 2, nhóm chiến thắng được xác nhận sẽ quảng bá trong vòng 5 năm: trong đó 2,5 năm đầu sẽ hoạt động độc quyền; 2,5 năm sau sẽ hoạt động song song cùng với công ty chủ quản.[1]
- Vào ngày 4 tháng 3, Produce X 101 tiết lộ Lee Dong-wook sẽ đảm nhận vai trò đại diện cho mùa này, thay thế cho Lee Seung-gi. Anh ấy sẽ "đóng vai trò là người đưa tin và đại diện cho người xem".[2] Được biết quá trình ghi hình cũng bắt đầu cùng ngày, cùng với sự ra mắt của các cố vấn.[3][4][5]
- Ngày 21 tháng 3, bài hát chủ đề của mùa, "X1-MA" (_지마) được tiết lộ trên M Countdown. Ngày bắt đầu công chiếu cũng chính thức được công bố là ngày 3 tháng 5 năm 2019.
- Điểm mới của mùa này là lớp X -lớp thấp nhất, dành cho các thực tập sinh có năng lực kém nhất và có khả năng bị loại cao nhất, thay thế lớp F của 3 mùa trước đó. Thêm nữa, thành viên thứ 11 (X) của nhóm chung cuộc sẽ được quyết định bằng tổng lượt bình chọn xuyên suốt cả mùa, nghĩa là thành viên xếp hạng 11 đêm chung kết chưa chắc đã là thành viên thứ 11 của nhóm chung cuộc.

## Ban cố vấn
- Đại diện Nhà sản xuất Quốc dân (MC): Lee Dong-wook[2]
- Cố vấn thanh nhạc: 
  - Lee Seok-hoon
  - Shin Yu-mi
- Cố vấn rap: Cheetah
- Cố vấn trình diễn: 
  - Kwon Jae-seung
  - Choi Young-joon
  - Bae Yoon Jung
- Cố vấn đặc biệt: 
  - Soyou (tập 1)
  - Lee Joo-heon (tập 3-4)

## Thí sinh
Chú thích màu
| Danh sách 101 thí sinh tham gia Produce X 101 | Danh sách 101 thí sinh tham gia Produce X 101 | Danh sách 101 thí sinh tham gia Produce X 101 | Danh sách 101 thí sinh tham gia Produce X 101 | Danh sách 101 thí sinh tham gia Produce X 101 |
| --------------------------------------------- | --------------------------------------------- | --------------------------------------------- | --------------------------------------------- | --------------------------------------------- |
| Kim Yo-han                                    | Kim Woo-seok                                  | Han Seung-woo                                 | Song Hyeong-jun                               | Cho Seung-yeon                                |
| Son Dong-pyo                                  | Lee Han-gyul                                  | Nam Do-hyun                                   | Cha Jun-ho                                    | Kang Min-hee                                  |
| Lee Eun-sang                                  | Lee Jin-hyuk                                  | Koo Jung-mo                                   | Geum Dong-hyun                                | Hwang Yun-seong                               |
| Song Yu-vin                                   | Kim Min-kyu                                   | Lee Se-jin                                    | Ham Won-jin                                   | Tony                                          |
| Kim Kook-heon                                 | Lee Jin-woo                                   | Kim Dong-yoon                                 | Lee Hyeop                                     | Park Seon-ho                                  |
| Kang Hyeon-su                                 | Kim Si-hoon                                   | Choi Soo-hwan                                 | Joo Chang-wook                                | Kim Hyun-bin                                  |
| Choi Byung-chan                               | Moon Hyun-bin                                 | Won Hyuk                                      | Kwon Tae-eun                                  | Kang Seok-hwa                                 |
| Baek Jin                                      | Lee Mi-dam                                    | Yun Jeong-hwan                                | Jeong Jae-hun                                 | Yuri                                          |
| Lee Woo-jin                                   | Kim Dong-bin                                  | Wei Zi Yue                                    | Kim Sung-hyun                                 | Kim Sung-yeon                                 |
| Choi Jun-seong                                | Lee Won-jun                                   | Park Yun-sol                                  | Hidaka Mahiro                                 | Peak                                          |
| Hong Seong-jun                                | Kim Min-seo                                   | Lee Tae-seung                                 | Woo Je-won                                    | Lee Eugene                                    |
| Kwon Hui-jun                                  | Han Gi-chan                                   | Wang Jyun Hao                                 | Moon Jun-ho                                   | Nam Dong-hyun                                 |
| Anzardi Timothee                              | Kim Jin-gon                                   | Lee Ha-min                                    | Jeon Hyun-woo                                 | Kim Yeong-sang                                |
| Byeon Seong-tae                               | Lee Hwan                                      | Jung Young-bin                                | Oh Sae-bom                                    | Yoo Geun-min                                  |
| Jung Myung-hoon                               | Steven Kim                                    | Song Chang-ha                                 | Choi Jin-hwa                                  | Lee Jun-hyuk                                  |
| Lee Gyu-hyung                                 | Won Hyun-sik                                  | Tsai Chia Hao                                 | Choi Si-hyuk                                  | Kim Kwan-woo                                  |
| Park Jin-yeol                                 | Kim Min-seo                                   | Heo Jin-ho                                    | Hwang Geum-ryul                               | Hong Sung-hyeon                               |
| Yu Seong-jun                                  | Sung Min-seo                                  | Lee Sang-ho                                   | Kim Seung-hwan                                | Kim Hyeong-min                                |
| Uehara Jun                                    | Yoon Min-gook                                 | Park Si-on                                    | Kim Jun-jae                                   | Lee Jae-bin                                   |
| Yun Hyun-jo                                   | Lim Da-hun                                    | Choi Byung-hoon                               | Kim Dong-kyu                                  | Yun Seo-bin                                   |
| Im Si-u                                       |                                               |                                               |                                               |                                               |

## Diễn biến các tập

### Tập 1 (3/5/2019)
Các thí sinh tiến vào trường quay, nơi các ghế ngồi được xếp thành hình kim tự tháp đánh số từ 1 - 101. Các thí sinh được giới thiệu theo nhóm dựa trên công ty hoặc nhóm của mình, với thông tin và thứ hạng mong muốn được chiếu trên màn hình lớn. Các thí sinh có thể ngồi vào bất kì ghế với thứ hạng nào mà mình muốn. Sau đó  Lee Dong Wook  xác nhận nhóm nhạc được debut sau chương trình sẽ có 11 thành viên giống như 2 mùa đầu tiên của series "Produce". Tuy nhiên, Lee Dong Wook cũng giải thích thêm nhóm sẽ được thành lập theo thể thức 10 + X: 10  thí sinh được bình chọn nhiều nhất trong đêm chung kết + thành viên thứ 11 không nhất thiết phải là thí sinh giành vị trí thứ 11 trong đêm chung kết. Thay vào đó, thành viên thứ 11 (hay còn gọi là nhân tố X) sẽ là thực tập sinh nhận được tổng số phiếu bình chọn cao nhất qua 4 vòng công bố thứ hạng diễn ra trong suốt chương trình. Điều này có nghĩa là đối với X, thứ hạng không phải là yếu tố quan trọng nhất nếu như họ nhận được sự ủng hộ toàn diện từ khán giả và người hâm mộ trong toàn bộ quá trình cuộc thi diễn ra. Ngoài ra, mùa thi này còn có một thay đổi quan trọng khác trong cách thức xếp lớp. Ở 3 mùa trước đó, thực tập sinh sẽ được phân vào các lớp A, B, C, D và F. Nhưng trong "Produce X 101", lớp X sẽ thay thế lớp F (A, B, C, D, X). Tất cả các thí sinh bị phân vào lớp X sẽ không được bước chân vào trung tâm đào tạo cùng với các thí sinh còn lại, vì đó là dấu hiệu cho thấy họ vẫn chưa sẵn sàng để được debut. Như thường lệ, tập đầu tiên đã phát sóng một số phần thi xếp lớp của các thí sinh theo từng công ty giải trí. Nhiều thực tập sinh đã được chọn vào lớp A, tuy nhiên cũng có không ít người bị xếp vào lớp X. Và ở cuối tập 1, thứ hạng đầu tiên của các thí sinh đã được công bố, với Kim Min-kyu (Jellyfish Entertainment) đạt hạng nhất.

### Tập 2 (10/5/2019)
Nối tiếp những diễn biến từ tập đầu tiên, tập 2 tiếp tục phát sóng phần thi xếp lớp theo năng lực của các thí sinh còn lại. Các thực tập sinh lớp A, B, C và D được đưa đến ký túc xá và được cấp đồng phục với bạn cùng phòng. Họ được biết sẽ luyện tập và biểu diễn bài hát chủ đề, "X1-MA", trên M! Countdown. Thay vì rời cuộc thi, các học viên  lớp X được bí mật đưa đến một trung tâm đào tạo khác để được đào tạo thêm. Mỗi thí sinh quay video đánh giá bài hát. Tập phim kết thúc với bảng xếp hạng tạm thời cho tất cả 99 thực tập sinh còn trụ lại trong chương trình. Trước đó, Yoon Seo Bin (cựu thực tập sinh của JYP Entertainment) đã xác nhận rời cuộc thi sau những tranh cãi đời tư trong quá khứ. Ngoài ra, thực tập sinh tự do Im Siu cũng rời chương trình vì lý do cá nhân. Kim Yo-han của Oui Entertainment đạt hạng nhất.

### Tập 3 (17/5/2019)
Tiếp nối những diễn biến từ tập 2, tập 3 mở đầu với việc các thí sinh luyện tập cho ca khúc chủ đề, đồng thời lựa chọn center cho màn trình diễn "X1-MA" đầu tiên. MC Lee Dong Wook tuyên bố: "Center của "X1-MA" được chọn ra từ những phiếu bầu của 101 thực tập sinh và các nhà sản xuất quốc dân". 3 ứng cử viên hàng đầu cho vị trí center bao gồm Son Dong Pyo của DSP Media, Kim Woo Seok của TOP Media và Kim Si Hoon của Brand New Music. Cuối cùng, Son Dong Pyo được công bố là center đầu tiên của "Produce X 101". Sau khi hoàn thành màn trình diễn "X1-MA", các thực tập sinh bắt đầu bước vào giai đoạn gay cấn của cuộc đua giành vé debut tại "Produce X 101" với vòng Group X Battle. Trong mỗi trận đối đầu, khán giả tại trường quay sẽ tiến hành bình chọn cho thành viên mình yêu thích. Điểm chung cuộc của một đội chính là tổng số vote của tất cả các thành viên trong nhóm. Mỗi thành viên trong nhóm chiến thắng sẽ nhận được thêm 3.000 vote lợi thế, và thành viên có số phiếu cao nhất trong nhóm chiến thắng sẽ nhận được 10 lần số phiếu bầu của mình.
Các thí sinh đã được chia về các đội khác nhau, và hai đội biểu diễn ca khúc của cùng một nhóm nhạc nam sẽ trực tiếp đối đầu với nhau trong vòng này (khác với các mùa trước đó khi hai đội biểu diễn cùng một ca khúc sẽ đối đầu với nhau). Tổng cộng 8 nhóm có bài hát được đưa vào thử thách lần này cho các thí sinh, bao gồm EXO (MAMA, Love Shot), BTS (No More Dream, Blood Sweat and Tears), GOT7 (Girls, Girls Girls, Lullaby), NCT U (The 7th Sense, Boss), Wanna One (Energetic, Light), NU'EST W (Dejavu, Where U At) , SEVENTEEN (Adore U, Clap) và MONSTA X (Trespass, Dramarama). Mỗi trận đối đầu sẽ diễn ra giữa một đội biểu diễn bài hát đầu tay của một nhóm và một đội khác biểu diễn bài hát nổi tiếng của nhóm đó.  Như thường lệ, ở cuối tập 3, kết quả bảng xếp hạng thời gian thực mới nhất dựa trên số lượng phiếu bầu trực tuyến cũng đã được công bố, và Kim Yo Han đến từ OUI Entertainment vẫn tiếp tục giữ vị trí số 1.

### Tập 4 (24/5/2019)
Tập 4  tiết lộ những diễn biến tiếp theo trong vòng Group X Battle, tất cả những màn trình diễn còn lại trong vòng Group X Battle đã được công bố. Cuối cùng, Kim Hyun Bin đến từ Source Music (thành viên nhóm thể hiện "No More Dream") là thí sinh nhận được nhiều phiếu bầu nhất trong vòng này. "No More Dream" cũng là nhóm giành chiến thắng chung cuộc khi nhận được nhiều vote nhất từ khán giả tại trường quay. Do đó, họ sẽ có cơ hội biểu diễn trên show âm nhạc "M!Countdown".

### Tập 5 (31/5/2019)
Vòng loại trừ đầu tiên bắt đầu với việc 99 thí sinh còn lại vào trường quay, các hình ảnh về cuộc sống ký túc xá cũng được lên sóng, Một cuộc bình chọn cho 'Top Visual' cũng đã được tiến hành, trong đó Kim Min-kyu của Jellyfish Entertainment xếp hạng nhất. 60 thực tập sinh được bình chọn nhiều nhất sẽ bước vào vòng tiếp theo, trong khi các thí sinh có thứ hạng từ 61 đến 99 sẽ phải rời khỏi cuộc thi. Top 60 được xác định thông qua số phiếu bầu trực tuyến của khán giả Hàn Quốc (được mở cho đến hết ngày 25 tháng 5) sau khi cộng vote của khán giả tại trường quay cũng như điểm lợi thế cho những nhóm chiến thắng trong vòng Group X Battle. So với kết quả tạm thời ở những tập trước, những thứ hạng quan trọng nhất được công bố trong vòng loại trừ đầu tiên không có gì quá bất ngờ. Kim Yo Han là thí sinh giành được vị trí quán quân, theo sau là Kim Min Kyu và Song Hyeong Jun lần lượt ở vị trí thứ 2 và 3.

### Tập 6 (7/6/2019)
Sau vòng loại trừ đầu tiên, 60 thí sinh còn trụ lại với chương trình sẽ bước tiếp vào vòng đánh giá năng lực theo vị trí. Các bài hát được sử dụng làm đề thi trong vòng này cũng đã được tiết lộ, bao gồm 4 ca khúc cho vị trí vocal ("Me After You" của Paul Kim, "TWIT" của Hwasa (MAMAMOO), "To My Youth" của Bolbbalgan4 và "Day By Day" của Wanna One), 2 ca khúc cho vị trí rap ("Yes or No" của Zico (feat. Penomeco và The Quiett) và "Barcode" của HAON và VINXEN), 3 ca khúc cho vị trí dance ("Believer" (Remix) của Imagine Dragons, "Finesse" (Remix) của Bruno Mars (feat. Cardi B), và "Swalla" (Remix) của Jason Derulo (feat. Nicki Minaj và Ty Dolla $ign).  Điểm khác biệt trong vòng position của "Produce X 101" so với các mùa trước đó là có sự xuất hiện của vị trí X. Đây là sự kết hợp giữa 2 vị trí trong cùng một bài hát. Ca khúc được sử dụng làm đề bài cho vị trí vocal và dance là "Attention" của Charlie Puth, cho vị trí rap và dance là "Turtle Ship" của Ja Mezz, Andup và Song Mino (WINNER) (feat. Paloalto).
Trong vòng thi này, thí sinh đạt được vị trí đầu tiên sẽ được nhân 100 lần điểm số, và thí sinh giành vị trí đầu tiên ở từng vị trí sẽ được cộng 100.000 điểm lợi thế (nhân đôi đối với những thí sinh biểu diễn các ca khúc trong vị trí X). Tập 6 tiết lộ phần trình diễn đầy đủ của 5 đội, bao gồm cả kết quả xếp hạng của từng thành viên ở mỗi đội dựa theo số vote của khán giả tại trường quay.
Ngoài ra, như thường lệ, Mnet đã công bố bảng xếp hạng tạm thời của các thí sinh ở cuối tập 6. Sau lần loại trừ đầu tiên, số phiếu bầu của các thực tập sinh đã được khởi động lại, và điều đó đã tạo nên một loạt thay đổi lớn ở các thứ hạng quan trọng. Sau nhiều tuần liền dẫn đầu bảng xếp hạng, đến tuần này Kim Yo Han đã tụt đến 4 hạng và nhường lại ngôi quán quân cho một thí sinh khác. Người thay thế Kim Yo Han tại vị trí số 1 chính là Kim Woo Seok, thí sinh vừa tăng 3 bậc so với lần công bố kết quả xếp hạng trước đó.

### Tập 7 (14/6/2019)
Tập 7 tiết lộ những diễn biến còn lại trong vòng đánh giá năng lực theo vị trí. Đây sẽ là nơi để các thực tập sinh phô diễn tài năng của bản thân ở một vị trí cụ thể mà họ cảm thấy tự tin hoặc muốn thử thách chính mình nhất. Sau 5 sân khấu đầu tiên được phát sóng ở tập tuần trước, 6 phần thi còn lại đã được tiết lộ đầy đủ trong tập 7, bao gồm cả kết quả xếp hạng của các thành viên trong từng đội. Ngoài ra, những người chiến thắng chung cuộc cho từng vị trí cũng đã được công bố. Thí sinh giành chiến thắng cho các vị trí rap, dance và vocel sẽ nhận được 100.000 điểm lợi thế, được cộng trực tiếp vào số phiếu bầu quyết định kết quả lần loại trừ thứ 2. Riêng người chiến thắng ở vị trí X sẽ nhận được 200.000 điểm thưởng.
Kết quả, Kang Hyun Soo thuộc team "Swalla" là người giành chiến thắng ở vị trí dance với tổng cộng 616 vote từ khán giả trường quay. Won Hyuk đến từ nhóm trình diễn "BARCODE" xuất sắc giành chiến thắng ở vị trí rap với 514 lượt bình chọn. Ở vị trí vocal, Kim Woo Seok của nhóm "To My Youth" giành được ngôi quán quân với 606 phiếu bình chọn của khán giả tại trường quay. Đồng đội của anh trong UP10TION là Lee Jin Hyuk (trình diễn ca khúc "Turtle Ship") trở thành người chiến thắng ở vị trí X với số vote trường quay lên đến 680 phiếu. Kết quả của các thí sinh sẽ được công bố trong tập tuần sau, cũng là vòng loại trừ thứ 2 của chương trình. Sau lần loại trừ này, chỉ còn 30 thực tập sinh được bước tiếp vào vòng concept

### Tập 8 (21/6/2019)
Phần đầu tiên của tập 8 phát sóng cảnh 60 thí sinh lần lượt được chia thành các đội để chuẩn bị cho vòng concept. Trước đó, trong vòng 1 tuần kể từ ngày 1 tháng 6 đến ngày 8 tháng 6, khán giả Hàn Quốc đã bỏ phiếu bình chọn online để chia 60 thí sinh vào 5 bài hát được cho là phù hợp nhất với họ. Năm nay, 5 bài hát được sử dụng để đánh giá năng lực của các thí sinh trong vòng concept bao gồm: "Pretty Girl" (thể loại funky/retro dance), "Super Special Girl" (thể loại future funk), "Move" (thể loại mainstream pop), "Monday To Sunday" (thể loại R&B/Dance house), và "U Got It" (thể loại future EDM dance).
Sau những khoảnh khắc vui vẻ ở phần chia nhóm cho vòng concept, tập 8 bắt đầu bước vào giai đoạn căng thẳng nhất với phần công bố kết quả top 30. Thứ hạng của các thí sinh trong lần loại trừ này được quyết định từ số phiếu bầu trực tuyến của khán giả cộng thêm điểm lợi thế (nếu có) mà họ nhận được trong vòng đánh giá năng lực theo vị trí. MC Lee Dong Wook tiết lộ rằng đã có tổng cộng 33.819.751 phiếu bầu được gửi đến cho các thí sinh trong vòng này.
Nhiều thay đổi bất ngờ đã xảy ra ở những thứ hạng quan trọng. Top 10 lần này được chào đón 2 gương mặt hoàn toàn mới, đó chính là Lee Jin Hyuk đến từ TOP Media - nhảy từ vị trí thứ 11 trong bảng xếp hạng cuối tập 6 lên vị trí thứ 2 tuần này; và Han Seung Woo đến từ Plan A Entertainment - tăng 4 hạng từ vị trí thứ 13 trong tập 6 lên vị trí thứ 9 tuần này. Một thay đổi lớn khác là Kim Min Kyu của Jellyfish Entertainment. Kể từ khi chương trình bắt đầu cho đến nay, thực tập sinh này luôn nằm trong top 3 người có phiếu bầu cao nhất. Tuy nhiên ở lần công bố kết quả loại trừ thứ 2, Kim Min Kyu đã rơi xuống vị trí thứ 10, gây nên một cú sốc lớn cho khán giả cũng như các thí sinh khác. Trong khi đó, dù từng nhận được rất nhiều kỳ vọng từ khi xác nhận xuất hiện trên "Produce X 101", tuy nhiên đến vòng này 2 thực tập sinh của YG Entertainment là Wang Jyun Hao và Hidaka Mahiro đã phải dừng bước sau khi không gây được nhiều tiếng vang ở những vòng thi trước đó. Ngoài ra, một thực tập sinh khác từng rất được chú ý từ đầu cuộc thi là Lee Eugene (diễn viên phim "SKY Castle") cũng đã bị loại trong tập 8.
Tuy nhiên, số lượng thí sinh cạnh tranh trong vòng concept sẽ không dừng lại ở con số 30. Ở cuối tập 8, MC Lee Dong Wook đã tiết lộ thêm một tình huống bất ngờ nữa. Trong số 30 thí sinh bị loại ở vòng này, sẽ có 1 thực tập sinh nhận được tấm vé X đặc biệt và quay trở lại với chương trình. Mỗi trainee bị loại sẽ quay một video PR kéo dài 1 phút, và khán giả Hàn Quốc sẽ bỏ phiếu trong vòng 24 giờ để tìm ra duy nhất 1 người được "hồi sinh" cho vòng thi tiếp theo. Cổng bình chọn sẽ được mở cho đến 23 giờ ngày 22 tháng 6 (theo giờ Hàn Quốc).
Bên cạnh đó, sau vòng loại trừ thứ 2, số lượng thực tập sinh còn lại trong mỗi nhóm ở vòng concept lần lượt là: "Pretty Girl" - 10 thực tập sinh, "Super Special Girl" - 3 thực tập sinh, "Move" - 7 thực tập sinh, "Monday To Sunday" - 1 thực tập sinh, "U Got It" - 9 thực tập sinh. Giống như các mùa trước, đội hình các nhóm sẽ có sự thay đổi để cân đối số lượng thí sinh trong mỗi bài hát.

### Tập 9 (28/6/2019)
Trước khi tiến hành chia lại nhóm, MC Lee Dong Wook đã tập hợp 30 thực tập sinh còn trụ lại với cuộc thi sau lần loại trừ thứ 2 để công bố về lợi thế mà nhóm chiến thắng sẽ giành được trong vòng đánh giá năng lực theo concept. Thí sinh được bình chọn nhiều nhất trong mỗi đội (từ khán giả tại trường quay) sẽ được nhân 500 lần số phiếu. Trong khi đó, nhóm chiến thắng chung cuộc sẽ nhận được 200.000 vote lợi thế.
Tuy nhiên, Lee Dong Wook giải thích rằng con số 200.000 này sẽ không áp dụng cho toàn đội. Thay vào đó, thực tập sinh đứng đầu trong nhóm sẽ nhận được 100.000 vote, và các thành viên còn lại mỗi người nhận được 20.000 phiếu lợi thế.
Sau khi đã nắm rõ những lợi thế mà họ có thể nhận được nếu chiến thắng trong vòng concept, các thực tập sinh bước vào giai đoạn chia lại nhóm. Với việc 30 thí sinh đã bị loại, số lượng thành viên trong mỗi bài hát ở vòng concept cũng có nhiều sự thay đổi. Với những nhóm có số lượng thành viên lớn hơn 6, họ sẽ phải tiến hành vote nội bộ để chọn ra những ai được ở lại và những ai phải chuyển sang các ca khúc khác.
Khi các đội đã hoàn thành việc điều chỉnh số lượng thành viên, "Produce X 101" bước vào khoảnh khắc mà nhiều người mong chờ nhất, đó chính là công bố danh tính "thực tập sinh X". MC Lee Dong Wook đã thực hiện một cuộc gọi video với 4 thực tập sinh bị loại có khả năng trở lại cao nhất, đó là Kim Dong Yun (Woollim Entertainment), Baek Jin (Vine Entertainment), Moon Hyun Bin (Starship Entertainment) và Kwon Tae Eun (Aconic Entertainment). Mặc dù đã có nhiều tin đồn cho rằng số lượng trainee được quay trở lại chương trình có thể là 5 (thậm chí là 6), tuy nhiên chỉ có duy nhất 1 người chính thức nhận được cơ hội "hồi sinh" quý giá này.
Hoàn toàn khác với những tin đồn trước đó về việc Moon Hyun Bin là "thực tập sinh X", Kim Dong Yun - người đứng ở vị trí thứ 31 trong lần loại trừ thứ 2, mới thực sự là thí sinh được quay trở lại đường đua "Produce X 101". Tập 9 của chương trình cũng đã phát sóng cảnh thực tập sinh nhà Woollim quay trở lại trung tâm đào tạo. Khi được hỏi về cảm xúc của bản thân trước cơ hội quý báu này, Kim Dong Yun cho biết: "Em sẽ nỗ lực hết mình vì em là người đại diện cho 30 thực tập sinh bị loại". Lee Dong Wook sau đó đã cho mỗi đội cơ hội thảo luận về việc họ có muốn Kim Dong Yun gia nhập nhóm của mình hay không. Sau khi thảo luận, Kim Dong Yun đã về với nhóm "Monday to Sunday". Đội hình chính thức của các nhóm sẽ biểu diễn trong vòng concept cũng được công bố.

### Tập 10 (5/7/2019)
Tại tập 10, 31 thí sinh xuất sắc nhất còn trụ lại chính thức bước vào cuộc chiến đầy gay cấn trong vòng đánh giá năng lực theo concept. Đây cũng là vòng thi đầu tiên các thí sinh được trình diễn ca khúc của riêng họ, không phải cover bài hát của các nghệ sĩ khác.
Sau một thời gian chuẩn bị với rất nhiều diễn biến kịch tính, tập phát sóng tối qua đánh dấu khoảnh khắc các thực tập sinh tự tin mang ca khúc của mình lên sân khấu trình diễn, trước sự theo dõi của đông đảo khán giả tại trường quay. Sau vòng này, sẽ chỉ có 20 thí sinh được bước tiếp vào đêm chung kết. Chính vì thế tất cả các thực tập sinh đều nỗ lực chiến đấu hết mình với mục tiêu giành lấy chiếc vé đi tiếp.
Cũng giống như các vòng trước, người chiến thắng ở vòng concept sẽ nhận được điểm lợi thế khổng lồ, được cộng trực tiếp vào số vote trực tuyến để quyết định thứ hạng ở lần loại trừ thứ 3. Thực tập sinh giành được vị trí đầu tiên ở mỗi đội sẽ được nhân số phiếu bầu từ khán giả trường quay lên 500 lần. Đội có tổng số vote cao nhất sẽ nhận được 200.000 điểm lợi thế chia đều cho các thành viên: Thí sinh dẫn đầu trong đội sẽ được cộng 100.000 điểm, và các trainee còn lại mỗi người nhận được 20.000 điểm.
Cuối cùng, đội có tổng vote cao nhất chính là "U Got It", đồng nghĩa với việc họ sẽ nhận được 200.000 điểm lợi thế chia đều cho các thành viên. Kim Yo Han được cộng 100.000 điểm, trong khi Kim Woo Seok, Lee Eun Sang, Han Seung Woo, Hwang Yun Seong và Cha Jun Ho mỗi người được cộng 20.000 điểm. Trong khi đó, team "Move" về đích ở vị trí thứ 2, "Pretty Girl" đứng thứ 3, "Monday to Sunday" giành được hạng 4, và "Super Special Girl" đứng thứ 5 chung cuộc. Một lần nữa, vòng concept của "Produce X 101" đã chứng minh tầm quan trọng của điểm lợi thế trong các cuộc thi sống còn. So với kết quả từ phiếu bầu trực tiếp tại trường quay, bảng xếp hạng chung cuộc sau khi đã cộng điểm lợi thế có rất nhiều thay đổi trong thứ hạng của các thí sinh. Đặc biệt, danh tính người giành chiến thắng chung cuộc trong vòng concept cũng đã thay đổi hoàn toàn nhờ điểm lợi thế.
Khi mà chỉ còn vài tiếng là đến thời điểm kết thúc bỏ phiếu cho lần loại trừ thứ 3, "Produce X 101" đã tiết lộ rằng thí sinh hiện đang giữ vị trí số 1 có họ Kim. Hai ứng viên hàng đầu cho vị trí này là Kim Woo Seok và Kim Yo Han bởi ở lần công bố thứ hạng gần đây nhất (vòng loại trừ thứ 2), Kim Woo Seok đứng ở vị trí số 1, trong khi Kim Yo Han giành được vị trí thứ 3.

### Tập 11 (12/7/2019)
Tập 11  công bố kết quả lần loại trừ thứ 3 đầy căng thẳng. Đây là tập phát sóng được rất nhiều người chờ đợi bởi thông qua đó, 20 thực tập sinh được bước vào đêm chung kết sẽ chính thức lộ diện. Kết quả vòng loại thứ 3 được xác định dựa trên số phiếu bầu trực tuyến của khán giả Hàn Quốc, cộng thêm điểm lợi thế (nếu có) mà các thí sinh nhận được từ vòng đánh giá năng lực theo concept. Đặc biệt, giống như các mùa thi trước, trong vòng này thể thức bình chọn của "Produce X 101" sẽ thay đổi từ vote 11 (khán giả được bình chọn cùng lúc cho 11 thí sinh) thành vote 2 (khán giả chỉ được bình chọn cùng lúc cho 2 thí sinh). Chính vì thế, bảng xếp hạng đã xuất hiện rất nhiều xáo trộn, trong đó có không ít thí sinh rơi hạng chóng vánh sau khi thay đổi cách thức bỏ phiếu.
Ngay sau khi vòng loại thứ 3 kết thúc, 20 thí sinh còn trụ lại với chương trình đã tiến hành chia đội và bắt đầu tập luyện, thu âm cho 2 ca khúc sẽ được trình diễn trong đêm chung kết. Bài hát đầu tiên có tên là "To My World", được sáng tác bởi Sean Alexander và Drew Ryan Scott. Đây là bộ đôi từng làm nên nhiều ca khúc đình đám cho các nhóm nhạc nổi tiếng, chẳng hạn như "Lion Heart" của SNSD, "Heart Shaker" của TWICE, "Dramarama" của MONSTA X cũng như bài hát "U Got It" đã giành chiến thắng trong vòng concept của "Produce X 101".
Bài hát thứ hai có tên là "Boyish Charm" (tựa đề tiếng Anh chưa chính thức), được sáng tác bởi Flow Blow và Hui (PENTAGON). Họ cũng là những người đứng sau thành công của nhiều sản phẩm âm nhạc nổi tiếng trong series "Produce", chẳng hạn như ca khúc "Never" trong vòng concept của "Produce 101" mùa 2, ca khúc debut "Energetic" của Wanna One và bài hát chủ đề của "Pick Me (Naekkyeoya)" của "Produce 48".
Các nhạc sĩ đã có dịp gặp gỡ 20 thí sinh để lắng nghe suy nghĩ của họ trước khi tiến hành thu âm ca khúc cho vòng chung kết. Họ đã bày tỏ sự kinh ngạc trước các kỹ năng của các thực tập sinh và dành cho dàn trainee của "Produce X 101" những lời khen ấm áp. Tuy nhiên, Zyro của Flow Blow lại nhận xét rằng thực tập sinh Lee Jin Hyuk dường như vẫn còn thiếu tự tin. Trainee đến từ TOP Media đã nói lời xin lỗi, đồng thời chia sẻ rằng anh gặp khó khăn trong việc tập trung.

### Tập 12- chung kết (19/7/2019)
Tập 12 mở màn khi Mnet công bố tổng số phiếu bình chọn của các thí sinh trong top 20 từ đầu cuộc thi đến trước đêm chung kết. Đây sẽ là yếu tố quan trọng để quyết định thực tập sinh nào giành được suất debut ở vị trí X. Ngoài ra, tên gọi của nhóm chiến thắng cũng đã được tiết lộ. Theo đó, nhóm bước ra từ "Produce X 101" sẽ quảng bá dưới cái tên X1, khá giống với tin đồn được lan truyền trước đó. Như những thông tin đã đưa từ trước, X1 sẽ cùng nhau quảng bá trong vòng 5 năm. Ở  2,5 năm đầu tiên, các thành viên sẽ tập trung quảng bá như một nhóm nhạc. Và ở 2,5 năm sau đó, họ sẽ được phép hoạt động song song giữa các chương trình quảng bá của X1 và các lịch trình riêng tại các công ty chủ quản. CJ ENM sẽ chịu trách nhiệm sản xuất, trong khi Swing Entertainment sẽ đảm nhận vai trò quản lý cũng như hỗ trợ nhân viên và producer cho X1.
Tiếp theo những diễn biến từ tập trước đó, 2 nhóm đã lần lượt lên sân khấu trình diễn ca khúc trong nhiệm vụ cuối cùng của cuộc thi năm nay. Center chính thức của từng ca khúc cũng đã lộ diện. Song Yu Vin được chọn làm center cho ca khúc "Boyness", trong khi Hwang Yun Seong đảm nhận vai trò center cho ca khúc "To My World". Top 20 thí sinh xuất sắc nhất "Produce X 101" sau đó cũng cùng nhau thể hiện ca khúc "Dream For You". Đây là một bài hát được sáng tác bởi Lee Dae Hwi (AB6IX), cũng là một món quà mà cựu thành viên Wanna One muốn gửi đến các thí sinh của cuộc thi năm nay.
Sau những màn trình diễn đầy cảm xúc, thời khắc quan trọng nhất của "Produce X 101" chính thức bắt đầu khi MC Lee Dong Wook lần lượt công bố các thứ hạng trong top 10. Cũng như những năm trước, nhiều thực tập sinh đã tạo nên những cuộc bứt phá ngoạn mục trong đêm chung kết khi tiến thẳng vào top 10 dù trước đó chưa bao giờ nằm trong top debut. Bên cạnh đó, cũng có nhiều cú sốc đã xảy đến khi các thí sinh mà nhiều người ngỡ như đã chắc suất debut lại đột ngột out khỏi top ngay trong đêm quan trọng nhất.
Điểm đặc biệt nhất của mùa thi này chính là sự xuất hiện của nhân tố "X",-thành viên thứ 11 sẽ debut cùng nhóm. X được lựa chọn bằng cách cộng dồn số phiếu mà các thí sinh nhận được từ đầu cuộc thi cho đến tận đêm chung kết. Và người có tổng vote cao nhất sẽ được ra mắt cùng 10 thí sinh nói trên. 4 thí sinh được công bố là ứng viên cho suất debut X bao gồm: Lee Jin Hyuk (TOP Media), Koo Jung Mo (Starship Entertainment), Kim Min Kyu (Jellyfish Entertainment) và Lee Eun Sang (Brand New Music). Cuối cùng, với tổng vote 3.164.935 từ đầu mùa thi đến nay, Lee Eun-Sang trở thành thí sinh cuối cùng được ra mắt, cũng là thành viên thứ 11 của X1.

## Xếp hạng
Top 10 thí sinh sẽ được xác định bằng bình chọn trực tuyến và bình chọn trực tiếp tại trường quay. Sau mỗi giai đoạn bình chọn, lượt bình chọn của các thí sinh sẽ quay trở về 0. Top 10 thí sinh đứng đầu tập chung kết cộng với 1 thí sinh "X" sẽ trở thành thành viên của nhóm nhạc chiến thắng chung cuộc. Thành viên "X" - thành viên thứ 11 của nhóm sẽ là thành viên có lượt bình chọn trực tuyến từ tập 1 đến tập cuối cao nhất. Trong giai đoạn bình chọn thứ nhất và thứ hai, mỗi khán giả được phép chọn 11 thí sinh trong mỗi lượt bình chọn trực tuyến; trong giai đoạn bình chọn thứ ba, mỗi khán giả được phép chọn 2 thí sinh trong mỗi lượt bình chọn trực tuyến; trong giai đoạn bình chọn cho đêm chung kết, mỗi khán giả được phép chọn 1 thí sinh trong mỗi lượt bình chọn trực tuyến.
Chú thích màu
↑
| #  | Tập 1           | Tập 2              | Tập 3              | Tập 5              | Tập 6              | Tập 8              | Tập 11             | Tập 12             |
| -- | --------------- | ------------------ | ------------------ | ------------------ | ------------------ | ------------------ | ------------------ | ------------------ |
| 1  | Kim Min-kyu     | Kim Yo-han ↑2      | Kim Yo-han =       | Kim Yo-han =       | Kim Woo-seok ↑3    | Kim Woo-seok =     | Kim Yo-han ↑2      | Kim Yo-han =       |
| 2  | Koo Jung-mo     | Lee Eun-sang ↑12   | Kim Min-kyu ↑1     | Kim Min-kyu =      | Song Hyeong-jun ↑1 | Lee Jin-hyuk ↑9    | Kim Woo-seok ↓1    | Kim Woo-seok =     |
| 3  | Kim Yo-han      | Kim Min-kyu ↓2     | Lee Eun-sang ↓1    | Song Hyeong-jun ↑1 | Kim Min-kyu ↓1     | Kim Yo-han ↑2      | Lee Jin-hyuk ↓1    | Han Seung-woo ↑1   |
| 4  | Cha Jun-ho      | Nam Do-hyon ↑33    | Song Hyeong-jun ↑6 | Kim Woo-seok ↑2    | Lee Jin-woo ↑8     | Song Hyeong-jun ↓2 | Han Seung-woo ↑5   | Song Hyeong-jun ↑4 |
| 5  | Kim Woo-seok    | Song Yu-vin ↑12    | Nam Do-hyon ↓1     | Lee Eun-sang ↓2    | Kim Yo-han ↓4      | Koo Jung-mo ↑3     | Kim Min-kyu ↑5     | Cho Seung-youn ↑1  |
| 6  | Son Dong-pyo    | Son Dong-pyo =     | Kim Woo-seok ↑1    | Nam Do-hyon ↓1     | Lee Eun-sang ↓1    | Lee Eun-sang =     | Cho Seung-youn ↑11 | Son Dong-pyo ↑6    |
| 7  | Lee Eugene      | Kim Woo-seok ↓2    | Son Dong-pyo ↓1    | Son Dong-pyo =     | Nam Do-hyon ↓1     | Nam Do-hyon =      | Nam Do-hyon =      | Lee Han-gyul ↑9    |
| 8  | Lee Se-jin      | Park Sun-ho ↑28    | Song Yu-vin ↓3     | Song Yu-vin =      | Koo Jung-mo ↑1     | Lee Jin-woo ↓4     | Song Hyeong-jun ↓4 | Nam Do-hyon ↓1     |
| 9  | Song Hyeong-jun | Koo Jung-mo ↓7     | Koo Jung-mo =      | Koo Jung-mo =      | Song Yu-vin ↓1     | Han Seung-woo ↑4   | Lee Eun-sang ↓3    | Cha Jun-ho ↑2      |
| 10 | Lee Jin-woo     | Song Hyeong-jun ↓1 | Park Sun-ho ↓2     | Ham Won-jin ↑2     | Ham Won-jin =      | Kim Min-kyu ↓7     | Keum Dong-hyun ↑9  | Kang Min-hee ↑4    |

### Giai đoạn bình chọn thứ nhất
| #  | Tập 1 (Bình chọn trực tuyến) | Tập 2 (Bình chọn trực tuyến) | Tập 3 (Bình chọn trực tuyến) | Tập 4 (Bình chọn trực tiếp) | Tập 4 (Bình chọn trực tiếp) | Tập 5 (Tổng lượt bình chọn) | Tập 5 (Tổng lượt bình chọn) |
| #  | Tập 1 (Bình chọn trực tuyến) | Tập 2 (Bình chọn trực tuyến) | Tập 3 (Bình chọn trực tuyến) | Tên                         | Bình chọn                   | Tên                         | Bình chọn                   |
| -- | ---------------------------- | ---------------------------- | ---------------------------- | --------------------------- | --------------------------- | --------------------------- | --------------------------- |
| 1  | Kim Min-kyu                  | Kim Yo-han                   | Kim Yo-han                   | Kim Hyeon-bin               | 5,850                       | Kim Yo-han                  | 1,094,299                   |
| 2  | Koo Jung-mo                  | Lee Eun-sang                 | Kim Min-kyu                  | Lee Woo-jin                 | 5,270                       | Kim Min-kyu                 | 1,033,132                   |
| 3  | Kim Yo-han                   | Kim Min-kyu                  | Lee Eun-sang                 | Wei Zi Yue                  | 5,180                       | Song Hyeong-jun             | 1,024,849                   |
| 4  | Cha Jun-ho                   | Nam Do-hyon                  | Song Hyeong-jun              | Kim Woo-seok                | 5,100                       | Kim Woo-seok                | 933,869                     |
| 5  | Kim Woo-seok                 | Song Yu-vin                  | Nam Do-hyon                  | Won Hyuk                    | 4,740                       | Lee Eun-sang                | 931,256                     |
| 6  | Son Dong-pyo                 | Son Dong-pyo                 | Kim Woo-seok                 | Kim Dong-yun                | 4,710                       | Nam Do-hyon                 | 844,597                     |
| 7  | Lee Eugene                   | Kim Woo-seok                 | Son Dong-pyo                 | Kim Yo-han                  | 4,700                       | Son Dong-pyo                | 710,483                     |
| 8  | Lee Se-jin                   | Park Sun-ho                  | Song Yu-vin                  | Choi Byung-chan             | 4,350                       | Song Yu-vin                 | 679,286                     |
| 9  | Song Hyeong-jun              | Koo Jung-mo                  | Koo Jung-mo                  | Lee Jun-hyuk                | 3,173                       | Koo Jung-mo                 | 669,616                     |
| 10 | Lee Jin-woo                  | Song Hyeong-jun              | Park Sun-ho                  | Ham Won-jin                 | 3,164                       | Ham Won-jin                 | 578,263                     |

Ghi chú
- Trong tập 4, 3,000 phiếu bình chọn được thưởng thêm cho những thí sinh của những đội chiến thắng và những thí sinh có số phiếu cao nhất của những đội chiến thắng được nhân số phiếu gốc lên 10 lần. Thứ hạng của tập 5 - tập loại trừ thứ nhất dựa trên tổng số phiếu bình chọn trực tuyến tính từ tập 1 và số phiếu bình chọn trực tiếp cộng lại.

### Giai đoạn bình chọn thứ hai
| #  | Tập 6 (Bình chọn trực tuyến) | Tập 7 (Bình chọn trực tiếp) | Tập 7 (Bình chọn trực tiếp) | Tập 8 (Tổng lượt bình chọn) | Tập 8 (Tổng lượt bình chọn) |
| #  | Tập 6 (Bình chọn trực tuyến) | Tên                         | Bình chọn                   | Tên                         | Bình chọn                   |
| -- | ---------------------------- | --------------------------- | --------------------------- | --------------------------- | --------------------------- |
| 1  | Kim Woo-seok                 | Lee Jin-hyuk                | 336,000                     | Kim Woo-seok                | 1,728,930                   |
| 2  | Song Hyeong-jun              | Kang Hyeon-su               | 161,600                     | Lee Jin-hyuk                | 1,480,425                   |
| 3  | Kim Min-kyu                  | Kim Woo-seok                | 160,600                     | Kim Yo-han                  | 1,458,183                   |
| 4  | Lee Jin-woo                  | Won Hyuk                    | 151,400                     | Song Hyeong-jun             | 1,418,328                   |
| 5  | Kim Yo-han                   | Koo Jung-mo                 | 95,200                      | Koo Jung-mo                 | 1,334,726                   |
| 6  | Lee Eun-sang                 | Hwang Yun-seong             | 61,200                      | Lee Eun-sang                | 1,313,074                   |
| 7  | Nam Do-hyon                  | Han Seung-woo               | 58,000                      | Nam Do-hyon                 | 1,265,468                   |
| 8  | Koo Jung-mo                  | Lee Han-gyul                | 56,300                      | Lee Jin-woo                 | 1,259,112                   |
| 9  | Song Yu-vin                  | Song Yu-vin                 | 54,500                      | Han Seung-woo               | 1,248,496                   |
| 10 | Ham Won-jin                  | Nam Do-hyon                 | 49,900                      | Kim Min-kyu                 | 1,238,668                   |

Ghi chú
- Trong tập 7, những thí sinh có số phiếu cao nhất của mỗi đội được nhân số phiếu gốc lên 100 lần và 100,000 phiếu bình chọn được thưởng thêm cho những thí sinh có số phiếu cao nhất của từng hạng mục "Vocal", "Rap" và "Dance". Riêng ở hạng mục "X", thí sinh có số phiếu cao nhất của mỗi đội được nhân số phiếu gốc lên 200 lần và 200,000 phiếu bình chọn được thưởng cho thí sinh có số phiếu cao nhất của hạng mục. Thứ hạng của tập 8 - tập loại trừ thứ hai dựa trên tổng số phiếu bình chọn trực tuyến tính từ tập 6 và số phiếu bình chọn trực tiếp cộng lại.

### Giai đoạn bình chọn thứ ba
| #  | Tập 10 (Bình chọn trực tiếp) | Tập 10 (Bình chọn trực tiếp) | Tập 11 (Tổng lượt bình chọn) | Tập 11 (Tổng lượt bình chọn) |
| #  | Tên                          | Bình chọn                    | Tên                          | Bình chọn                    |
| -- | ---------------------------- | ---------------------------- | ---------------------------- | ---------------------------- |
| 1  | Kim Yo-han                   | 172,000                      | Kim Yo-han                   | 582,503                      |
| 2  | Cho Seung-youn               | 72,500                       | Kim Woo-seok                 | 457,477                      |
| 3  | Nam Do-hyon                  | 55,000                       | Lee Jin-hyuk                 | 351,174                      |
| 4  | Song Hyeong-jun              | 50,500                       | Han Seung-woo                | 329,581                      |
| 5  | Kim Woo-seok                 | 20,115                       | Kim Min-kyu                  | 290,944                      |
| 6  | Lee Eun-sang                 | 20,095                       | Cho Seung-youn               | 281,580                      |
| 7  | Han Seung-woo                | 20,091                       | Nam Do-hyon                  | 272,795                      |
| 8  | Hwang Yun-seong              | 20,036                       | Song Hyeong-jun              | 242,818                      |
| 9  | Cha Jun-ho                   | 20,031                       | Lee Eun-sang                 | 230,716                      |
| 10 | Keum Dong-hyun               | 15,500                       | Keum Dong-hyun               | 187,264                      |

Ghi chú
- Trong tập 10, những thí sinh có số phiếu cao nhất của mỗi đội được nhân số phiếu gốc lên 500 lần và 200,000 phiếu bình chọn được thưởng thêm cho đội có số phiếu tổng nhiều nhất, trong đó 100,000 phiếu được thưởng cho thí sinh có số phiếu nhiều nhất trong đội đó, những thí sinh còn lại mỗi người được 20,000 phiếu. Thứ hạng của tập 11 - tập loại trừ thứ ba dựa trên tổng số phiếu bình chọn trực tuyến tính từ tập 9 và số phiếu bình chọn trực tiếp cộng lại.

### Chung kết
Trong đêm chung kết, Đại diện Lee Dong-wook thông báo tên của nhóm nhạc nam chung cuộc là: "X1" (tiếng Hàn: 엑스원; Romaja: Ekseuwon)
| #  | Tập 12 (Tổng lượt bình chọn) | Tập 12 (Tổng lượt bình chọn) | Tập 12 (Tổng lượt bình chọn) | Tập 12 (Tổng lượt bình chọn) |
| #  | Tên                          | Bình chọn                    | Công ty                      | Bình chọn tích luỹ           |
| -- | ---------------------------- | ---------------------------- | ---------------------------- | ---------------------------- |
| 1  | Kim Yo-han                   | 1,334,011                    | OUI Entertainment            | 4,468,996                    |
| 2  | Kim Woo-seok                 | 1,304,033                    | TOP Media                    | 4,424,309                    |
| 3  | Han Seung-woo                | 1,079,200                    | Plan A Entertainment         | 3,869,629                    |
| 4  | Song Hyeong-jun              | 1,049,222                    | Starship Entertainment       | 3,735,217                    |
| 5  | Cho Seung-youn               | 929,312                      | Yuehua Entertainment         | 2,200,382                    |
| 6  | Son Dong-pyo                 | 824,389                      | DSP Media                    | 2,762,824                    |
| 7  | Lee Han-gyul                 | 794,411                      | MBK Entertainment            | 2,221,045                    |
| 8  | Nam Do-hyon                  | 764,433                      | MBK Entertainment            | 3,147,303                    |
| 9  | Cha Jun-ho                   | 756,939                      | Woollim Entertainment        | 2,449,408                    |
| 10 | Kang Min-hee                 | 749,444                      | Starship Entertainment       | 1,798,609                    |
| X  | Lee Eun-sang                 | 689,489                      | Brand New Music              | 3,164,535                    |

Ghi chú
- X được chọn từ tổng lượt bình chọn xuyên suốt cả mùa

## Danh sách đĩa nhạc

### Đĩa mở rộng
| Tên                | Chi tiết                                                                                             | Thứ hạng cao nhất | Thứ hạng cao nhất | Doanh số    |
| Tên                | Chi tiết                                                                                             | JPN Hot           | JPN Dig           | Doanh số    |
| ------------------ | --- | ----------------- | ----------------- | ----------- |
| 31 Boys 5 Concepts | - Phát hành: 5 tháng 7, 2019 - Hãng đĩa: Stone Music Entertainment - Định dạng: Tải nhạc kỹ thuật số | 11                | 3                 | - NB: 3,680 |

### Đĩa đơn
| "X1-MA" (_지마)                                                                                | 2019 | —   | — | Đĩa đơn không thuộc album |
| "Pretty Girl" (이뻐 이뻐)                                                                      | 2019 | 53  | — | 31 Boys 5 Concepts        |
| "Super Special Girl"                                                                           | 2019 | 139 | — | 31 Boys 5 Concepts        |
| "Move" (움직여)                                                                                | 2019 | 54  | — | 31 Boys 5 Concepts        |
| "Monday to Sunday"                                                                             | 2019 | 122 | — | 31 Boys 5 Concepts        |
| "U Got It"                                                                                     | 2019 | 33  | — | 31 Boys 5 Concepts        |
| "—" thể hiện rằng sản phẩm không lọt vào bảng xếp hạng hoặc không được phát hành ở khu vực đó. |      |     |   |                           |

## Tỷ suất người xem
Trong bảng phía dưới, số màu xanh thể hiện tập có tỉ suất người xem thấp nhất và số màu đỏ thể hiện tập có tỉ suất người xem cao nhất.
| Tập        | Ngày phát sóng      | Tỷ suất người xem trung bình | Tỷ suất người xem trung bình |
| Tập        | Ngày phát sóng      | AGB Nielsen                  | AGB Nielsen                  |
| Tập        | Ngày phát sóng      | Cả nước                      | Vùng thủ đô Seoul            |
| ---------- | ------------------- | ---------------------------- | ---------------------------- |
| 1          | 3 tháng 5 năm 2019  | 1.448%                       | 1.694%                       |
| 2          | 10 tháng 5 năm 2019 | 2.309%                       | 2.920%                       |
| 3          | 17 tháng 5 năm 2019 | 2.130%                       | 2.501%                       |
| 4          | 24 tháng 5 năm 2019 | 2.244%                       | 2.395%                       |
| 5          | 31 tháng 5 năm 2019 | 2.102%                       | 2.450%                       |
| 6          | 7 tháng 6 năm 2019  | 2.230%                       | 2.569%                       |
| 7          | 14 tháng 6 năm 2019 | 2.019%                       | 2.425%                       |
| 8          | 21 tháng 6 năm 2019 | 2.183%                       | 2.405%                       |
| 9          | 28 tháng 6 năm 2019 | 2.508%                       | 2.738%                       |
| 10         | 5 tháng 7 năm 2019  | 2.314%                       | 2.803%                       |
| 11         | 12 tháng 7 năm 2019 | 2.220%                       | 2.800%                       |
| 12         | 19 tháng 7 năm 2019 | 3.892%                       | 3.822%                       |
| Trung bình | Trung bình          | 2.300%                       | 2.627%                       |

- Chú ý rằng chương trình phát sóng trên kênh truyền hình cáp trả phí, tốc độ truyền tin chậm hơn và số lượng khán giả ít hơn so với những chương trình phát sóng công cộng (truyền hình miễn phí) của các đài công cộng như KBS, SBS hay MBC.

## Gian lận phiếu bầu
Một số khán giả nghi ngờ rằng Mnet đã can thiệp vào tổng số phiếu bầu sau khi nhận thấy các mẫu số trong tập cuối. Đáp lại các cáo buộc, Mnet thừa nhận rằng có lỗi trong tính toán, nhưng họ cũng cho rằng thứ hạng cuối cùng là chính xác và không có ý định thay đổi đội hình thành viên của X1.  14 đại diện từ các công ty giải trí của 20 người vào chung kết đã tổ chức một cuộc họp vào ngày 29 tháng 7 năm 2019 và đồng ý hỗ trợ kết quả của Produce X 101 và lần ra mắt của X1.
Vào ngày 1 tháng 8 năm 2019, 272 người xem đã đệ đơn kiện Mnet vì gian lận bầu cử, vì dịch vụ bỏ phiếu văn bản tại chỗ của họ bị tính phí per 100 mỗi phiếu.  Chính trị gia Ha Tae-kyung cũng lên án Mnet, nói rằng một số con số có xác suất xảy ra tự nhiên thấp. Vào ngày 20 tháng 8 năm 2019, lệnh khám xét đã được ban hành tại các văn phòng của CJ E & M và một công ty bỏ phiếu văn bản của Cơ quan Cảnh sát Thủ đô Seoul.
Vào ngày 1 tháng 10 năm 2019, Cơ quan Cảnh sát Thủ đô Seoul xác nhận rằng phiếu bầu của các thực tập sinh bị loại đã được thêm vào tổng số phiếu bầu của các thành viên đã ra mắt trong X1, một quá trình ảnh hưởng đến 2-3 học viên ban đầu nằm trong top 11. Cảnh sát đã ban hành lệnh khám xét và thu giữ tại các văn phòng của Starship Entertainment, Woollim Entertainment và MBK Entertainment.
Vào ngày 15 tháng 10 năm 2019, MBC đã phát một tính năng về tranh cãi gian lận phiếu bầu trên PD Note. Những người tham gia Produce X 101 và Idol School và các quan chức cơ quan cáo buộc nặc danh rằng các đội sản xuất đã thiên vị cho các thực tập sinh mà họ ưa thích, chẳng hạn như buộc các nhà sản xuất bài hát cung cấp cho nhiều thực tập sinh nhiều dòng hơn và cung cấp cho họ nhiều thời gian hơn trên màn hình. Một thực tập sinh ẩn danh cáo buộc rằng một thực tập sinh, chịu áp lực từ Starship Entertainment, đã được bí mật thông báo về một nhiệm vụ trước bởi một trong những biên đạo múa. Ông cũng cáo buộc rằng một số thực tập sinh biết thứ hạng cuối cùng trước khi kết quả được công bố, và một thực tập sinh từ Woollim Entertainment đã được một trưởng nhóm nói rằng chỉ một người trong công ty của họ sẽ ra mắt trong X1.
Hai thực tập sinh cho rằng vị trí trung tâm của bài hát chủ đề, "X1-MA", ban đầu được giao cho một thí sinh khác được chọn bởi phiếu thực tập sinh trước khi nhà sản xuất thay đổi nó để khán giả bình chọn vào phút cuối. Một thực tập sinh thứ tư tuyên bố rằng nhiều người tham gia cảm thấy chương trình bị thiên vị đối với các thực tập sinh từ Starship Entertainment. Các thành viên nhân viên cáo buộc nặc danh rằng, đối với kết quả xếp hạng cuối cùng, chỉ có một nhà sản xuất ngoài địa điểm đã đếm số phiếu trong một phòng riêng và gửi cho họ kết quả qua tin nhắn văn bản. Sau báo cáo, vào ngày 16 tháng 10 năm 2019, cảnh sát bắt đầu điều tra xem liệu các nhà sản xuất có chấp nhận tiền để thao túng phiếu bầu hay không. Vào ngày 17 tháng 10 năm 2019, Ủy ban Tiêu chuẩn Truyền thông Hàn Quốc tiết lộ rằng họ có thể phạt Mnet tới 30 triệu Yên vì vi phạm Nghị định Thực thi của Đạo luật Phát thanh.
Vào ngày 5 tháng 11 năm 2019, sau khi được Tòa án Quốc gia Seoul chấp thuận, cảnh sát đã ban hành lệnh bắt giữ và cấm đi lại đối với đạo diễn Ahn Joon-young, giám đốc sản xuất Kim Yong-bum, một nhà sản xuất với họ Lee và phó chủ tịch của Starship Entertainment Kang-hyo, sau khi họ cố gắng tiêu hủy bằng chứng. Đến tối, Ahn và Kim Yong-bum bị bắt. Trong quá trình đặt câu hỏi, Ahn thừa nhận đã thao túng bảng xếp hạng cho Produce 48 và Produce X 101. Cảnh sát cũng phát hiện ra rằng Ahn đã sử dụng dịch vụ từ các cơ sở giải trí dành cho người lớn ở Gangnam được các cơ quan tài năng khác nhau trả khoảng 40 lần bắt đầu từ nửa cuối năm 2018, ước tính lên tới 100 triệu yên. Tiếp tục vào ngày 17 tháng 11, sau khi tra khảo lần 2, cảnh sát xác nhận rằng Produce 101 mùa 1 và 2 cũng có gian lận thao túng phiếu bầu khiến cư dân ngày càng nổi giận hơn.
Sau những lum xùm từ bê bối gian lận phiếu bầu, nhóm nhạc X1, người "chiến thắng" trong chuơng trình sống còn, đã bị nhận vô số chỉ trích oan uổng mặc dù cũng là nạn nhân của vụ bê bối. Những lời chửi rủa, khinh miệt vô cớ tới nhóm khiến các thành viên bị áp lực nặng nề đến nỗi vào mùng 6 tháng 1 năm 2020, nhóm đã chính thức tan rã do sự không đồng thuận giữa các thành viên đồng thời từ áp lực của cư dân mạng. Vậy là thay vì hoạt động hợp đồng 5 năm, nhóm chỉ chính thức hoạt động được 5 tháng ngắn ngủi.
Nạn nhân
Nạn nhân bị ảnh hưởng nhất Produce X 101 bao gồm:
| Thí sinh         | Giai đoạn                        | Ghi chú |
| ---------------- | -------------------------------- | --- |
| Anzardi Timothee | Vòng bình chọn đầu tiên          | |
| Kim Kook Heon    | Vòng bình chọn thứ 3             | |
| Lee Jin Woo      | Vòng bình chọn thứ 3             | |
| Koo Jung Mo      | Vòng bình chọn thứ 4 (Chung kết) | Thứ hạng thực tế trong đêm chung kết: Koo Jung Mo hạng 6, Lee Jin Hyuk hạng 7, Keum Dong Hyun hạng 8 nhưng bị mất suất ra mắt cùng X1. |
| Lee Jin Hyuk     | Vòng bình chọn thứ 4 (Chung kết) | Thứ hạng thực tế trong đêm chung kết: Koo Jung Mo hạng 6, Lee Jin Hyuk hạng 7, Keum Dong Hyun hạng 8 nhưng bị mất suất ra mắt cùng X1. |
| Keum Dong Hyun   | Vòng bình chọn thứ 4 (Chung kết) | Thứ hạng thực tế trong đêm chung kết: Koo Jung Mo hạng 6, Lee Jin Hyuk hạng 7, Keum Dong Hyun hạng 8 nhưng bị mất suất ra mắt cùng X1. |